# Geranium chamaense
Geranium chamaense là một loài thực vật có hoa trong họ Mỏ hạc. Loài này được Pittier mô tả khoa học đầu tiên năm 1929.